# Jeanine Krock
Jeanine Krock (* in Braunschweig) ist eine deutsche Schriftstellerin. Sie lebt derzeit in Braunschweig-Riddagshausen.

## Leben
Die gelernte Kostümbildnerin lebte und arbeitete in Großbritannien, Frankreich (Französische Antillen) und Griechenland. Sie war u. a. als Model-Bookerin sowie als Relocation Consultant tätig. Heute lebt Jeanine Krock als freie Schriftstellerin in Niedersachsen.

## Werke

### Reihen
- Svanholmen
  - Band 1: Ein Sommer in Svanholmen. Selbstverlag, 2024, ISBN 978-3-7592-1275-7.
  - Band 2: Stürmische Zeiten in Svanholmen. Selbstverlag, 2024, ISBN 978-3-7592-2300-5.
- Engel
  - Novelle: Himmelsschwingen. Heyne Verlag, 2012, ISBN 3-453-52899-9. (erschien nach „Flügelschlag“, erzählt aber die Geschichte davor)
  - Band 1: Flügelschlag. Heyne Verlag, 2010, ISBN 978-3-453-52707-2.
  - Band 2: Feuerschwingen. Heyne Verlag, 2012, ISBN 978-3-453-52835-2.
- Licht und Schatten
  - Der Venuspakt. Licht & Schatten-Reihe I. Egmont-LYX (Egmont Ehapa), 2009, UBooks-Verlag, 2006, ISBN 978-3-8025-8229-5.
  - Die Sternseherin. Licht & Schatten-Reihe II. Egmont-LYX (Egmont Ehapa), 2010, UBooks-Verlag, 2008, ISBN 978-3-8025-8230-1.
  - Der Blutkristall. Licht & Schatten-Reihe III. Egmont-LYX (Egmont Ehapa), 2011, UBooks-Verlag, 2009, ISBN 978-3-8025-8434-3.
  - Das Feenorakel. Licht & Schatten-Reihe IV. Egmont-LYX (Edmont Ehapa), 2012, UBooks-Verlag, 2011, ISBN 978-3-86608-130-7.

### Einzeltitel
- Ophelia's Dream. Selbstverlag, 2024, ISBN 978-3-7579-6550-1.
- Darlington – eine zauberhafte Saison. dtv Verlag, 2022, ISBN 978-3-423-22025-5
- Französische Hochzeit: The Matchmaker's Diary. Selbstverlag, 2022, ISBN 978-3-7546-3159-1
- Das Geheimnis von Hazelfield. Selbstverlag, 2022, ISBN 978-3-7546-5910-6.
- Wind der Zeiten. Selbstverlag, 2021 (Originalausgabe: Heyne Verlag, 2011), ISBN 978-3-7546-5909-0.
- Gib mir deine Seele. Heyne Verlag, 2013, ISBN  978-3-453-52836-9.
- Wege in die Dunkelheit. Ubooks-Verlag, 2003, ISBN 3-935798-07-5.

### Erschienen unter Kiri Johansson
- Islandsommer. Heyne Verlag, 2019, ISBN 978-3-453-42350-3.
- Das Haus am Ende des Fjords. Selbstverlag, 2024 (Originalausgabe: Heyne Verlag, 2020), ISBN 978-3-7592-6599-9.

### Erschienen unter Julie Clairmont
- Lavendelblütenträume. Selbstverlag, 2021, ISBN 978-3-7546-3920-7.
- Jasminblütenzauber. Selbstverlag, 2022, ISBN 978-3-7546-4117-0.
- Schottische Weihnacht in Bonny Bridge. Selbstverlag, 2022, ISBN 978-3-7546-7401-7.

### Erschienen unter Anna Lindquist
- Lichterzauber in Schweden. Heyne Verlag, 2023, ISBN 978-3-453-42675-7.